# Sonny Liston
Charles L. "Sonny" Liston (St. Francis County, Arkansas, 8. svibnja 1932. – Las Vegas, Nevada, 30. prosinca 1970.), američki boksač, svjetski prvak u teškoj kategoriji od 1962. do 1964. U ringu je ostao upamćen po izuzetno snažnim udarcima i agresivnosti, a izvan ringa po uskoj povezanosti s kriminalnim miljeom.

## Djetinjstvo
Točan datum Listonova rođenja nije poznat. Majka je kao moguće godine rođenja navodila 1929., 1930. i 1932., a sam Liston 1928., 1932. i 1933. Nadalje, majka je govorila kako je rođen 8. ili 18. siječnja, dok je Liston navodio 8. svibnja. Službeni podatci o rođenjima u SAD-u tada još nisu postojali, a u popisu stanovništva 1930. nema spomena Charlesa L. Listona.
Kao dijete je bio zatvoreni osobenjak, a napeti odnos s ocem obilježila je njegova okrutnost i nasilnost spram djece i majke. Od osme godine morao je raditi po čitave dane, dok je u školu išao rijetko, tako da nikad nije naučio čitati i pisati.
1946. umire Listonov otac te se majka i Charles ubrzo sele u St. Louis, gdje upoznaje Willieja Jordana. Zajedno počinjavaju nekoliko pljački i krađa, zbog čega je sredinom 1950. osuđen na 5 godina zatvora. U zatvoru dobiva nadimak Sonny i počinje se baviti boksom, a zbog dobrog vladanja biva pušten već u listopadu 1952.

## Boksačka karijera
Već u ožujku 1953. pobjeđuje na renomiranom amaterskom turniru Zlatne rukavice, a u kolovozu započinje profesionalnu karijeru. Uslijedile su pobjede protiv čitavog niza renomiranih protivnika (Zora Folley, Eddie Machen, Cleveland Williams, Nino Valdes...), no 1956. ponovno završava u zatvoru, ovoga puta zbog ozljeda nanesenih policajcu. Nakon izlaska 1958. nanizao je 19 uzastopnih pobjeda i konačno dobio priliku boriti se za naslov.
Tim tadašnjeg prvaka Floyda Pattersona dugo je izbjegavao meč s Listonom, između ostalog i zbog njegovih navodnih veza s mafijom, no 1962. meč je konačno ugovoren. Liston je odnio suverenu pobjedu, nokautom u prvoj rundi, a istim ishodom završio je i revanš 1963.
Titulu svjetskog prvaka oduzima mu 1964. Cassius Clay. Dvoboju su prethodile mnogobrojne provokacije, a nepripremljeni i frustrirani Liston ostao je nakon šeste runde u kutu i predao pojas Clayu.
Clay, koji je u međuvremenu prešao na islam i nastupao kao Muhammad Ali, je slavio i u uzvratu 1965., nokautiravši Listona nakon samo 105 sekundi. Presudni Alijev udarac ušao je u povijest kao t.zv. fantomski udarac (veliki dio publike nije ga ni primijetio), a Liston kao najbrže nokautirani bivši svjetski prvak. Listonov brzi poraz zbog misterioznog udarca i njegove veze s podzemljem potaknuli su kasnije priče kako je borba bila namještena.
Liston je nakon poraza od Alija ubilježio još nekoliko pobjeda, no one su ostale u sjeni optužbi o namještanju, tako da novu priliku za naslov više nije dobio. Karijeru je zaključio borbama protiv Leotisa Martina 1969. (poraz u devetoj rundi, iako je Martin zbog ozljede oka zadobivene u ovoj borbi morao okončati karijeru) i Chucka Wepnera 1970. (pobjeda nokautom u desetoj rundi, nakon koje je Wepner zaradio čak 72 šava). U 54 profesionalne borbe ubilježio je 50 pobjeda, od čega čak 39 nokautom. 1991. primljen je u Međunarodnu boksačku kuću slavnih.

## Smrt
Pola godine nakon posljednje borbe, Liston umire pod nerazjašnjenim okolnostima u Las Vegasu. Policija je slučaj okarakterizirala kao predoziranje heroinom.

## Vanjske poveznice
- Sonny Liston